# Departamento Sacatepéquez
Sacatepéquez ist das kleinste Departamento Guatemalas und liegt in der Mitte des Landes (Region V). Es erstreckt sich auf 465 Quadratkilometern und hat etwa 349.900 Einwohner. Die Hauptstadt des Departamentos ist Antigua Guatemala.
Sacatepéquez grenzt im Norden und Osten an das Departamento Guatemala, im Süden an Escuintla und im Westen an Chimaltenango.

## Landesnatur
Sacatepéquez liegt im zentralen Hochland auf durchschnittlich 1530 Metern Höhe. An der südlichen Grenze des Departamentos befinden sich drei der höchsten Vulkane Guatemalas, der Volcán de Agua (3765 m), der Volcán de Fuego (3763 m) und der Volcán Acatenango (3975 m). Das Klima ist gemäßigt, die Temperaturen bewegen sich zwischen 13 und 25 °C. Sacatepéquez hat ausgedehnte Waldgebiete.

## Bevölkerung
Ein großer Teil der Bevölkerung spricht neben Spanisch auch Cakchiquel. Die etwa 349.900 Einwohner des Departamentos San Marcos leben in 16 Municipios (Großgemeinden oder auch Landkreise): 
| Antigua Guatemala           | Jocotenango             |
| Pastores                    | Santo Domingo Xenacoj   |
| Sumpango                    | Santiago Sacatepéquez   |
| San Bartolomé Milpas Altas  | Magdalena Milpas Altas  |
| Santa María de Jesús        | Ciudad Vieja            |
| San Miguel Dueñas           | Alotenango              |
| San Antonio Aguas Calientes | San Lucas Sacatepéquez  |
| Santa Lucía Milpas Altas    | Santa Catarina Barahona |

Dem Departamento als staatlichem Verwaltungsbezirk steht ein von der Zentralregierung entsandter Gouverneur vor. Die Municipios sind eigenständige Gebietskörperschaften mit gewählten Bürgermeistern und Volksvertretungen und untergliedern sich in Aldeas  (Landgemeinden) und Caseríos, Parajes oder Fincas (Weiler und Höfe).

## Wirtschaft
Traditionell wichtigste Wirtschaftszweige sind die Landwirtschaft, die Viehzucht und das Handwerk. Wichtigste landwirtschaftliche Produkte sind Kaffee, Getreide,  Bohnen, Mais und Zierpflanzen. Daneben spielt die Rinder- und Pferdezucht eine Rolle. Die Erzeugnisse der zahlreichen kleinen Handwerksbetriebe sind unter anderem Möbel, Leder- und Korbwaren, traditionelle Keramik und Textilien sowie Goldschmiedeartikel. Der Tourismus ist auf Grund der zahlreichen Sehenswürdigkeiten gut entwickelt.

## Sehenswürdigkeiten
Eine der bedeutendsten Attraktionen Guatemalas ist das 45 km von Guatemala-Stadt entfernte Antigua Guatemala, eine Kleinstadt, die seit 1979 zum Weltkulturerbe zählt. 1543 wurde sie Nachfolgerin der wenige Kilometer südwestlich gelegenen Ciudad Vieja als Hauptstadt Zentralamerikas. Nachdem Antigua 1773 durch ein schweres Erdbeben zerstört worden war, verlegte man die Hauptstadt nach Guatemala-Stadt. Antiguas restauriertes Kolonialstadtbild mit der Kathedrale und dem Regierungssitz der Generalkapitäne ist eines der schönsten in Guatemala. Bergsteiger erreichen von Antigua aus über Santa María de Jesús den 3.765 m hohen Volcán de Agua, der 1541 die alte Hauptstadt Ciudad Vieja unter Wasser und Schlamm begrub. Die beiden anderen Vulkane, Acatenango und Fuego, erreicht man von Antigua aus auf der Straße, die über Ciudad Vieja und Alotenango nach Escuintla und weiter zum Pazifik führt. Zwischen Santa Lucía Milpas Altas und Magdalena Milpas Altas liegt der Parque Ecológico Florencia mit seinen unberührten Wäldern. Weiter nördlich hat man von San Lucas Sacatepéquez aus (Mirador San Lucas) eine hervorragende Aussicht auf Guatemala-Stadt. Bei Jocotenango befindet sich ein besonderes Schutzgebiet für insgesamt 23 Arten von Schmetterlingen. In San Juan Obispo kann man den barocken Wohnsitz des ersten Bischofs von Guatemala, Francisco Marroquín, besichtigen. Marroquín hatte sich für die indigene Bevölkerung eingesetzt und 1562 das Colegio Mayor de Santo Tomás gegründet, aus dem die heutige Universidad San Carlos de Guatemala hervorgegangen ist.

## Geschichte
Antigua Guatemala war in der Kolonialzeit innerhalb des Vizekönigreiches Neuspanien das politische Zentrum Mittelamerikas. Die weitere Umgebung von Antigua Guatemala bildete 1752 eine Provinz (Alcaldía Mayor de Sacatepéquez, in anderen Fällen Corregimiento oder Gobernación genannt). Das heutige Departamento Sacatepéquez wurde nach der Unabhängigkeit von Spanien am 12. September 1839 gegründet.
Der Name Sacatepéquez stammt vom Dialekt der Pipil-Maya und bedeutet Grashügel. Ein 1542 gegründetes Dorf trug diesen Namen, bis es am 29. Juli 1773 zerstört wurde.